# 朱厚煉
江寧恭懿王朱厚煉（1505年3月31日—1562年8月2日），明朝第一代江寧王，趙莊王朱祐棌庶三子。

## 生平
正德十六年（1521年），明世宗遣會寧侯孫杲等為正使，翰林院編修張潮等為副使，持節冊封朱厚煉為江寧王。
嘉靖四十一年（1562年）去世，明政府賜祭葬如例，諡恭懿。嘉靖四十四年（1565年），其嫡長子朱載墣即位。

## 家庭

### 妻
- 陳氏，是東城兵馬副指揮陳懋的長女，嘉靖三年（1524年）封江寧王妃[4]

### 子
- 嫡長子：江寧莊惠王朱載墣
- 第二子：鎮國將軍朱載壚[5]
  - 第一子：朱翊籛[5]
- 第三子：鎮國將軍朱載堆[5]，嘉靖三十九年（1560年）奉祀光山王朱厚煇兼管理光山府事[6]
  - 第一子：朱某[5]
  - 第二子：朱某[5]
- 庶子：朱載埢，嘉靖三十六年（1557年）奉祀光山王朱厚煇兼管理光山府事[7]

### 女
- 第一女：建城縣主[5]
- 第二女[5]
- 第三女[5]

## 墓葬
嘉靖四十二年十一月十五日（1563年11月30日），朱厚煉下葬。墓誌收藏者不詳。

[蓋文]

朙欽賜

江寧恭

懿王合

葬壙誌

[誌文]

欽賜趙府江寧恭懿王壙誌

　王諱厚煉廼趙荘王之仲子也母次妃劉氏弘治十

　　八年二月二十六日生正德十六年八月二十二

　　日冊封為江寧王以東城兵馬指揮陳懋之女冊

　　封為江寧王妃嘉靖四十一年七月初三日薨逝

　　享年五十八嵗子三人長載墣封嫡長子次載壚

　　三載堆俱封鎮國將軍女三人長封建城縣主二

　　三尚幼未封壚生孫男一人翊籛未封堆生孫男

　　二人俱幼未封

上聞訃輟視朝一日遣官諭祭命有司治喪葬如制在

　　京文武官皆致祭焉嘉靖四十二年五月內冊謚

　　為江寧恭懿王以嘉靖四十二年十一月十五日

　　與先薨妃陳氏合葬於府治西孫平之原嗚呼王

　　以宗室至親為國藩輔茂膺封爵貴富兼隆茲以

　　令終夫復何憾爰述其㮣納諸幽壙用垂不朽云

　　　　　　　　　孤哀子載墣等泣血納石

## 評價
敬順事上，温柔賢善。